# Aéroport de Nioro

i7
i11
i13
Der Aéroport de Nioro (IATA-Code: NIX, ICAO-Code: GANR) ist ein kleiner Flugplatz in der Republik Mali in der Region Kayes. Der Flugplatz befindet sich rund 15 Kilometer südlich der Landesgrenze zur  Islamischen Republik Mauretanien und liegt nur wenige Meter neben der Hauptstraße N 1, die den Flughafen mit der westlich gelegenen Stadt Nioro du Sahel verbindet.
Bis zum 24. Dezember 2012 wurde der Flugplatz wöchentlich durch die Air Mali mit kleineren Turboprop-Maschinen vom Typ Beechcraft C 1900 im Inlandsdienst angeflogen. Air Mali hat den Betrieb bis auf weiteres eingestellt.